# CD Universidad Católica del Ecuador
Club Deportivo Pontificia Universidad Católica del Ecuador is een professionele voetbalclub uit Quito, Ecuador. De club werd opgericht op 26 juni 1963 nadat een jaar eerder het interuniversitaire kampioenschap was gewonnen. In zijn bestaan degradeerde de club verschillende malen naar de tweede divisie, maar sinds 2013 speelt de club weer in de hoogste divisie. De beste resultaten van de club zijn twee tweede plekken in 1974 en 1980, waarmee kwalificatie voor de Copa Libertadores werd afgedwongen.

## Erelijst
- Serie B (3)

1990 [A], 2007, 2012

## Stadion
Universidad Católica speelt zijn thuiswedstrijden net als Deportivo Quito en Club Deportivo El Nacional in het Estadio Olímpico Atahualpa.